# Рафал Вольський (консул)
Рафал Вольський (пол. Rafał Wolski) (15 липня 1968, Плешев) — польський дипломат. Генеральний консул Республіки Польща у Львові (2017—2019) і Мюнхен (2024—).

## Життепис
Народився 15 липня 1968 року в Плешеві. У 1992 році закінчив Історичний інститут Варшавського університету.
У 1989—1992 рр. — науковий співробітник Інституту історії науки Польської академії наук, Варшава.
У 1995—1996 рр. — працював у Центрі наукових досліджень ім. Войцєха Кентшиньського, Ольштин.
У 1996—1998 рр. — інспектор у відділі кадрів Управління Ґміни Варшава-Центр.
У 1998—1999 рр. — заступник Генерального Директора Польсько-Німецької Промислово-Торгової Палати у Варшаві.
У 2000 році — працював у Центрі наукових досліджень ім. Войцєха Кентшиньського, Ольштин.
У 2000—2006 рр. — обіймав посаду консула, керівника Економічно-торгового відділу Генерального консульства РП у Мюнхені.
У 2007—2010 рр. — директор Департаменту Міжнародної Співпраці та Закордонних Інвестицій Маршалківського Управління Вармінсько-Мазурського Воєводства в Ольштині.
З 18.07.2010 до 6.09.2015 — керівник Консульського відділу Посольства Республіки Польща в Україні.
З 7.09.2015 до 31.03.2017 — заступник глави місії, Посольство Польщі в Україні.
З 8.04.2017 до 12.07.2019 — Генеральний консул Республіки Польща у Львові.